# Liste der Stadtoberhäupter von Kaiserslautern
Die Liste der Stadtoberhäupter von Kaiserslautern enthält alle Stadtoberhäupter der Stadt Kaiserslautern seit 1811.
| Amtszeit  | Name                  | Anmerkung                                                                                        |
| --------- | --------------------- | ------------------------------------------------------------------------------------------------ |
| 1811–1813 | Charles Auguste Lufft |                                                                                                  |
| 1814–1826 | Daniel Hummel         | 1814–1817 mit dem Titel Oberbürgermeister (vor Inkrafttreten der bayerischen Gemeindeverfassung) |
| 1826–1834 | Carl Spaeth           |                                                                                                  |
| 1835–1850 | Adam Weber            |                                                                                                  |
| 1850–1852 | Valentin Jacob        |                                                                                                  |
| 1852–1853 | Carl Orth             |                                                                                                  |
| 1853–1857 | Adrian Pletsch        |                                                                                                  |
| 1858–1864 | Philipp Hack          |                                                                                                  |
| 1864–1869 | Johann Adolph Gelbert |                                                                                                  |
| 1870–1874 | Carl Hohle            |                                                                                                  |
| 1875–1883 | Louis Georg           |                                                                                                  |
| 1883–1884 | Joseph von Neumayer   |                                                                                                  |
| 1885–1889 | Carl Hohle            |                                                                                                  |
| 1890–1894 | Joseph von Neumayer   |                                                                                                  |

| Amtszeit  | Name                | Partei |
| --------- | ------------------- | ------ |
| 1895–1905 | Theodor Orth        |        |
| 1906–1918 | Hans Küfner         | NLP    |
| 1918–1932 | Franz Xaver Baumann |        |
| 1932–1938 | Hans Weisbrod       |        |
| 1938–1945 | Richard Imbt        | NSDAP  |
| 1945      | Rudolf Reeber       |        |
| 1945–1956 | Alex Müller         | SPD    |
| 1956–1967 | Walter Sommer       | SPD    |
| 1967–1979 | Hans Jung           | SPD    |
| 1979–1989 | Theo Vondano        | CDU    |
| 1989–1999 | Gerhard Piontek     | SPD    |
| 1999–2007 | Bernhard J. Deubig  | CDU    |
| 2007–2023 | Klaus Weichel       | SPD    |
| seit 2023 | Beate Kimmel        | SPD    |